# Hikaru Kuba
Hikaru Kuba (født 9. april 1990) er en tidligere japansk fodboldspiller.
Han har spillet for flere forskellige klubber i sin karriere, herunder Nagoya Grampus og Ehime FC.